# Nallingen (Overath)
Nallingen ist ein Ortsteil von Steinenbrück in der Stadt Overath im Rheinisch-Bergischen Kreis in Nordrhein-Westfalen, Deutschland.

## Lage und Beschreibung
Der Ortsteil Nallingen liegt westlich der Sülz oberhalb der Bundesautobahn 4  in der Nähe des Anschlusses Untereschbach. Er wächst mit den Ortschaften Neichen und Steeg zu einem gemeinsamen Siedlungsgebiet zusammen. Die Buslinien 425 und 440 des RVK schließen Nallingen an den öffentlichen Nahverkehr an. Orte in der Nähe sind  Kleinhurden, Müllenholz, Stichermühle und Oberauel. Der Bereich gehört zu den Sülzhochflächen.

## Geschichte
Nallingen wurde erstmals im Jahr 1586 als Nalingen urkundlich erwähnt. Der Ortsname basiert auf einem Personennamen in der -ingen-Form. Das fehlen des Umlauts lässt auf eine starke Kontraktion des Stammwortes schließen. Möglich wären hier die Personennamen Nagal oder Nadal.
Die Topographia Ducatus Montani des Erich Philipp Ploennies, Blatt Amt Steinbach, belegt, dass der Wohnplatz bereits 1715 eine Hofstelle besaß, die als Nalgen beschriftet ist. Aus der Charte des Herzogthums Berg des Carl Friedrich von Wiebeking aus dem Jahr 1789 geht hervor, dass der Ort zu dieser Zeit Teil der Honschaft Löderich im Kirchspiel Overath war.
Der Ort ist auf der Topographischen Aufnahme der Rheinlande von 1817 ohne Beschriftung eingezeichnet. Die Preußische Uraufnahme von 1845 zeigt den Wohnplatz unter dem Namen Nölchen. In dem Auszug aus dem Original Kataster Karten über die in den westlichen Schulbezirk der Bürgermeisterei Overath gelegenen Ortschaften aus dem Jahr 1860 wird der Ort als Nalchen bezeichnet. Ab der Preußischen Neuaufnahme von 1892 ist der Ort auf Messtischblättern regelmäßig als Nallingen verzeichnet.
Der 1845 laut der Uebersicht des Regierungs-Bezirks Cöln als isolirtes Haus kategorisierte und als Nallingen bezeichnete Ort besaß zu dieser Zeit ein Wohngebäude mit neun Einwohnern, alle katholischen Bekenntnisses.
Nach der Liste Einwohner und Viehstand von 1848 lebten in Nallgen 12 Einwohner, darunter die neunköpfige Familie des Ackerers Wilhelm Immekus, zu der 7 Kinder gehörte. Behördlich gezählt wurde hier weiter: eine Person Gesinde und an Vieh  1 Ochse, 2 Kühe, 1 Rind, 1 Kalb. Über nur 1 Ziege verfügte der über 66 Jahre alte Hermann Altenrath (ohne Gewerb), der den Zusatzvermerk arm aufwies.
Die Gemeinde- und Gutbezirksstatistik der Rheinprovinz führt Nallingen 1871 mit einem Wohnhaus und neun Einwohnern auf. Im Gemeindelexikon für die Provinz Rheinland von 1888 werden für Nallingen zwei Wohnhäuser mit 19 Einwohnern angegeben. 1895 besitzt der Ort zwei Wohnhäuser mit 16 Einwohnern. 1905 werden vier Wohnhäuser und 15 Einwohner angegeben.